# جوزيف فيشر
جوزيف فيشر (بالفرنسية: Joseph Fischer)‏ (24 فبراير 1909 - 6 يونيو 1986) هو لاعب كرة قدم لوكسمبورغي في مركز الوسط.

## وصلات خارجية
- جوزيف فيشر على موقع الاتحاد الدولي (مؤرشف)  (الإنجليزية)
- جوزيف فيشر على موقع قاعدة بيانات كرة القدم.إي يو (الإنجليزية)
- جوزيف فيشر على موقع عالم كرة القدم.نت (الإنجليزية)
- جوزيف فيشر على موقع أوليمبيديا (الإنجليزية)